# Kranggan (Gurah)
Kranggan is een bestuurslaag in het regentschap Kediri van de provincie Oost-Java, Indonesië. Kranggan telt 1449 inwoners (volkstelling 2010).